# Heinkel He 59
Le Heinkel He 59 est un biplan allemand conçu par l'entreprise Heinkel en 1930, résultat d'une demande d'un bombardier-torpilleur et d'un avion de reconnaissance capable d'opérer avec la même facilité sur train d'atterrissage à roues ou sur flotteurs jumelés.

## Développement
En 1930, Ernst Heinkel commença le développement d'un avion pour la Reichsmarine. Pour camoufler ses véritables intentions militaires, l'avion fut officiellement déclaré avion civil. Le He 59B terrestre prototype fut le premier à voler en septembre 1931, mais ce fut l'hydravion He 59A prototype qui ouvrit la voie à la production du modèle He 59B, duquel 142 ont été fournis dans les trois variantes. Le Heinkel He 59 était un avion agréable à piloter. Les déficiences notées furent une faiblesse des moteurs, le rayon d'action limité, la faible charge transportée et un armement insuffisant.
L'avion était construit de matériaux composites. Les ailes étaient faites d'une charpente bipoutre, où le bord d'attaque était recouvert de contreplaqué, le reste de l'aile étant recouvert de toile. La carlingue (fuselage) était une armature d'acier recouverte de toile. La section de queue était couverte avec des feuilles de métal léger.
Les coques des flotteurs étaient utilisées comme réservoirs, chacun contenant 900 litres de carburant. Avec son réservoir interne, l'avion pouvait enlever un total de 2 700 litres de carburant. Deux réservoirs de carburant pouvaient aussi être placés dans les soutes à bombes, portant la capacité totale en carburant jusqu'à 3 200 litres. L'hélice était à pas fixe à quatre pales.

## Opérations
Quelques avions ont été employés par la Légion Condor en Espagne pendant la guerre d'Espagne en 1936 pour la reconnaissance côtière et comme hydravion bombardier-torpilleur.
Pendant les premiers mois de la Seconde Guerre mondiale, le He 59 fut utilisé comme bombardier-torpilleur et poseur de mines. Entre 1940 et 1941, il servit comme avion de reconnaissance, et en 1941-42 comme avion de transport, de sauvetage en mer et d'avion d'entraînement. Les modèles d'entraînement ont survécu sensiblement plus longtemps que les modèles opérationnels, mais tous ont été retirés ou détruits vers 1944.
Comme avions de sauvetage, bien que portant les marques de la croix rouge, ils ont été utilisés pour la reconnaissance. Le ministère de l'Air britannique déclara à partir de juillet 1940 qu'ils étaient des cibles permises. Même avant cette date, certains avaient été abattus par les avions britanniques.
La Suomen ilmavoimat (armée de l'air finlandaise) avait loué quatre avions au Troisième Reich en août 1943. Ils furent utilisés pour effectuer des patrouilles à longue portée derrière les lignes ennemies. Ils furent rendus à l'Allemagne quelques mois après.

## Opérateurs
Allemagne
- Luftwaffe

 Finlande
- Armée de l'air finlandaise

## Variantes
- He 59a : premier prototype.
- He 59b : second prototype.
- He 59A : avion d'essai et d'évaluation . 14 construits[1].
- He 59B-1 : 16 avions de pré-production.
- He 59B-2 : version améliorée.
- He 59B-3 : avion de reconnaissance.
- He 59C-1 : entraînement, non-armé
- He 59C-2 : modèle de sauvetage air-mer
- He 59D-1 : modèle combiné de sauvetage air-mer et entraînement
- He 59E-1 : entraînement au torpillage
- He 59E-2 : entraînement à la reconnaissance
- He 59N : entraînement à la navigation produit comme He 59D-1